# George Darling, Baron Darling of Hillsborough
George Darling, Baron Darling of Hillsborough (* 20. Juli 1905; † 18. Oktober 1985) war ein britischer Journalist und Politiker der Labour Party-Co-operative Party, der 24 Jahre lang Abgeordneter des House of Commons war und 1974 als Life Peer aufgrund des Life Peerages Act Mitglied des House of Lords wurde.

## Leben
Darling begann nach dem Schulbesuch 1919 als Vierzehnjähriger eine berufliche Tätigkeit als Arbeiter in den Eisenbahnwerkstätten von Crewe und trat 1923 der Labour Party als Mitglied bei. 1926 begann er ein Studium an der University of Leeds, wo er Vorsitzender des Labour Club wurde. Später absolvierte er ein Studium der Wirtschaftswissenschaften an der University of Cambridge und schloss dieses mit einem Master of Arts (M.A.Econ.) ab. Im Anschluss war er als Journalist tätig, ehe er zwischen 1930 und 1937 Leiter der Forschungs- und Informationsabteilung der Großhandelsgesellschaft der Genossenschaften (Co-operative Wholesale Society) war. Danach wurde er Redakteur der Sonntagszeitung Reynold’s News und war zuletzt von 1942 bis 1949 Wirtschaftskorrespondent der British Broadcasting Corporation (BBC).
Bei den Unterhauswahlen vom 23. Februar 1950 wurde er als Kandidat der Labour Party/Co-operative Party im Wahlkreis Sheffield Hillsborough als Abgeordneter in das House of Commons gewählt, nachdem er bei den Unterhauswahlen vom 14. November 1935 ohne Erfolg im Wahlkreis Macclesfield kandidiert hatte. Er gehörte dem Unterhaus bis zu den Unterhauswahlen am 28. Februar 1974 24 Jahre lang an. Bei seiner ersten Wahl konnte er sich deutlich mit 28.295 Stimmen (58,7 Prozent) gegen seinen Gegenkandidaten von der Conservative Party, Knowles Edge, durchsetzen, der auf 19.613 Wählerstimmen (39,8 Prozent) kam. Bei seinen darauf folgenden Wiederwahlen erreichte er jeweils die absolute Mehrheit sowie bei den Wahlen vom 31. März 1966 mit 67,9 Prozent sein bestes Ergebnis. 1951 war er kurzzeitig Parlamentarischer Privatsekretär eines Ministers der Regierung von Premierminister Clement Attlee.
Nach dem Wahlsieg der Labour Party bei den Unterhauswahlen vom 15. Oktober 1964 wurde Darling, der zwischen 1959 und 1960 Parlamentarischer Geschäftsführer (Whip) der oppositionellen Labour-Fraktion im House of Commons war, von Premierminister Harold Wilson zum Staatsminister im Handelsministerium (Board of Trade) berufen und bekleidete diese Funktion als einer der engsten Mitarbeiter des damaligen Handelsministers (President of the Board of Trade) Douglas Jay bis 1968. 1966 wurde er darüber hinaus zum Privy Councillor ernannt und war zeitweise Präsident des für die Einhaltung von Maßen und Gewichten zuständigen Trading Standards Institute (TSI).
Nach seinem Ausscheiden aus dem Unterhaus wurde Darling, der 1970 Vizepräsident beziehungsweise 1971 Mitglied der Parlamentarischen Versammlung des Europarates war, durch ein Letters Patent vom 3. Juli 1974 als Life Peer mit dem Titel Baron Darling of Hillsborough, of Crewe in the County of Cheshire, in den Adelsstand erhoben. und gehörte als solcher bis zu seinem Tod dem House of Lords als Mitglied an.

## Veröffentlichungen
- The Politics of Food, London 1941[4]